# Xavier Yacono
Xavier Yacono, né à Belcourt, près d'Alger, le 28 mars 1912, et mort au Chesnay le 4 octobre 1990, est un universitaire et un historien français de l'Algérie.

## Biographie
Né dans le quartier Belcourt à Alger le 28 mars 1912, Xavier Yacono perd sa mère très jeune et est élevé par son père, artisan ébéniste. Il accomplit le parcours permettant aux enfants de famille modeste les plus doués une ascension sociale progressive. Il passe de l'enseignement primaire à l'enseignement primaire supérieur par l'école normale d'instituteurs de Bouzaréah, puis par l'école normale supérieure de Saint-Cloud de 1928 à 1934. Il enseigne à Orléansville, Boufarik, Maison-Carrée et Alger. Passant alors sa licence, il rédige lors de son séjour à Orléansville un mémoire d'études supérieures d'histoire et de géographie.
Il se consacre pendant douze ans à la rédaction de deux thèses de doctorat qu'il passe à Paris: Les bureaux arabes et l'évolution des genres de vie indigènes de l'ouest du Tell algérois (Dahra, Chélif, Ouarsenis, Sersou), et La colonisation des plaines du Chélif (de Lavigerie au confluent de la Mina). Dans sa première thèse, il analyse le projet économique et social des officiers des bureaux arabes consécutifs à la pacification, et leur échec faute de moyens, au moment même où les S.A.S. créées en 1955 et dirigées par des officiers revendiquent de reprendre la tradition des bureaux arabes.
La porte de l'université lui est ouverte, et il est nommé maître de conférences en 1957, puis professeur à l'université d'Alger, jusqu'en 1962. Il est ensuite titulaire de la chaire d'histoire de la colonisation à l'université de Toulouse, jusqu'à sa retraite, effective en 1977.
Il publie deux ouvrages sur la franc-maçonnerie algérienne, dont en 1969 Un siècle de franc-maçonnerie algérienne (1785-1884), établissant l'importance de ce courant dans l'évolution de l'Algérie française.
Bien que les deux hommes aient la même conscience de leur responsabilité d'historien dans l'écriture d'une histoire indépendante de la propagande, une polémique l'oppose en 1970 à Charles-Robert Ageron sur le thème de l'histoire coloniale, dont l'historien algérien Mahfoud Kaddache rend compte au Maghreb dans un numéro de la Revue d'histoire et de civilisation du Maghreb.
Il publie en 1982 « la première étude sérieuse sur les pertes en Algérie », 
estimant les pertes musulmanes lors de la Guerre d'Algérie de 250 000 à 300 000 personnes.
Il publie également deux Que sais-je ? sur le thème de la décolonisation française en 1969 et 1971, et en 1989 une étude De Gaulle et le FLN, 1958-1962, l'échec d'une politique et ses prolongements.
La mort le prend le 4 octobre 1990 à l'hôpital Mignot du Chesnay, laissant le manuscrit d'un gros ouvrage inachevé, Histoire de l'Algérie, de la fin de la Régence turque à 1954, publié en 1993.

## Publications
- La colonisation des plaines de la Chélif, de Lavigerie au confluent de la Mina, Alger, Imprimerie Imbert, 1956.
- Un siècle de franc-maçonnerie algérienne (1785-1884), 1969
- Histoire de la colonisation française, P.U.F., coll. « Que sais-je ? » No 428, 1969.
- Les étapes de la décolonisation française, P.U.F., coll. « Que sais-je ? » No 452, 1971
- De Gaulle et le FLN 1958-1962. L'échec d'une politique et ses prolongements, Versailles, l'Atlanthrope 1989
- Histoire de l'Algérie de la fin de la Régence turque à l'insurrection de 1954, L'Atlanthrope 1993, 396 pages,  (ISBN 2-86442-032-5)